# چوئیچو (آریزونا)
چوئیچو (به انگلیسی: Chuichu) یک منطقهٔ مسکونی در ایالات متحده آمریکا است که در شهرستان پاینال، آریزونا واقع شده‌است. چوئیچو ۱۷٫۷۹ کیلومتر مربع مساحت و ۱۰٬۸۱۷ نفر جمعیت دارد و ۴۴۵ متر بالاتر از سطح دریا واقع شده‌است.